# Абрамович Семен Шмілович
Семен Шмилович Абрамович (рос. Семён Шмилович Абрамович; нар. 20 травня 1929, Арциз) — радянський фізикохімік, кандидат технічних наук (1968), лауреат Державної премії СРСР (1981).

## Біографія
Семен Шмилович Абрамович народився 20 травня 1929 року в південному бессарабському містечку Арциз. У 1952 році закінчив Чернівецький університет.
Після закінчення інституту працював у відділі нафтоперероблення в Уфимському науково-дослідному інституті, у 1956-1996 роках — в організованому на базі інституту Башкирському науково-дослідному інституті з нафтоперероблення (з 1958 року — завідувач лабораторії, у 1967-1994 роках — завідувач відділу).

## Праці
Семен Абрамович — автор близько 40 наукових праць і 39 винаходів. Галузь наукових інтересів — технології отримання нафтових олій.

## Нагороди
- Державна премія СРСР (1981);
- Орден «Знак Пошани» (1974).